# Groß-Quern
Groß-Quern (dänisch Store Kværn) ist ein Ortsteil der Gemeinde Steinbergkirche im schleswig-holsteinischen Kreis Schleswig-Flensburg. Der Ortsteil macht den Großteil der ehemaligen Gemeinde Quern aus, die 2013 nach Steinbergkirche eingemeindet wurde.

## Lage
Direkt westlich von Quern liegt das Straßendorf Bargfeld. Am südlichen Ortsrand schließt sich die Streusiedlung Dingholz an. Dreihundert Meter nördlich liegt des Weiteren der Scheersberg mit dem Bismarckturm. Ungefähr achthundert Meter nordwestlich liegt außerdem Kleinquern. Zwei Kilometer östlich liegt der Hauptort Steinbergkirche.

## Geschichte
Der Ortsname besteht aus dem Ortsnamen Quern sowie dem Zusatz „Groß“, womit das unweit gelegene kleinere Kleinquern abgegrenzt wird. Bei Groß-Quern handelt es sich um das ursprüngliche Dorf Quern. Kleinquern und Hattlund sind Töchterdörfer des Urdorfes Quern. Die Kirche St. Nicolai wurde um 1200 errichtet. In verschiedenen Chroniken wird das Jahr 1389 als Entstehungsjahr oder Erstbelegjahr des Urdorfes Quern genannt. Die aber wohl erste urkundliche Namensnennung von „Qwerne“ erfolgte erst 1411, als der Herzog von Lauenburg der dänischen Königin Margarethe I. unter anderem das Kirchspiel Quern verpfändete.
Auf einer recht detaillierten, dänischen Karte von 1857/58 war der Ort als „Kværn“ zu finden, wobei „Kleinquern“ schon separat als „Lille Kværn“ verzeichnet war. Auf der Karte von Franz Geerz aus dem Jahr 1858 war Großquern dann aber doch schon zu finden. Auch auf der Karte der Preußischen Landesaufnahme um 1879 war der Ort zu finden.

## Verschiedenes
- Die Feuerwehr von Groß-Quern besitzt ein eigenes Feuerwehrhaus (Vgl. Steinbergkirche#Feuerwehr).
- Das Museum des Querner Oldtimer-Clubs in Großquern, beherbergt seit 2017 unter anderem Kartoffel-Gerätschaften.[6]

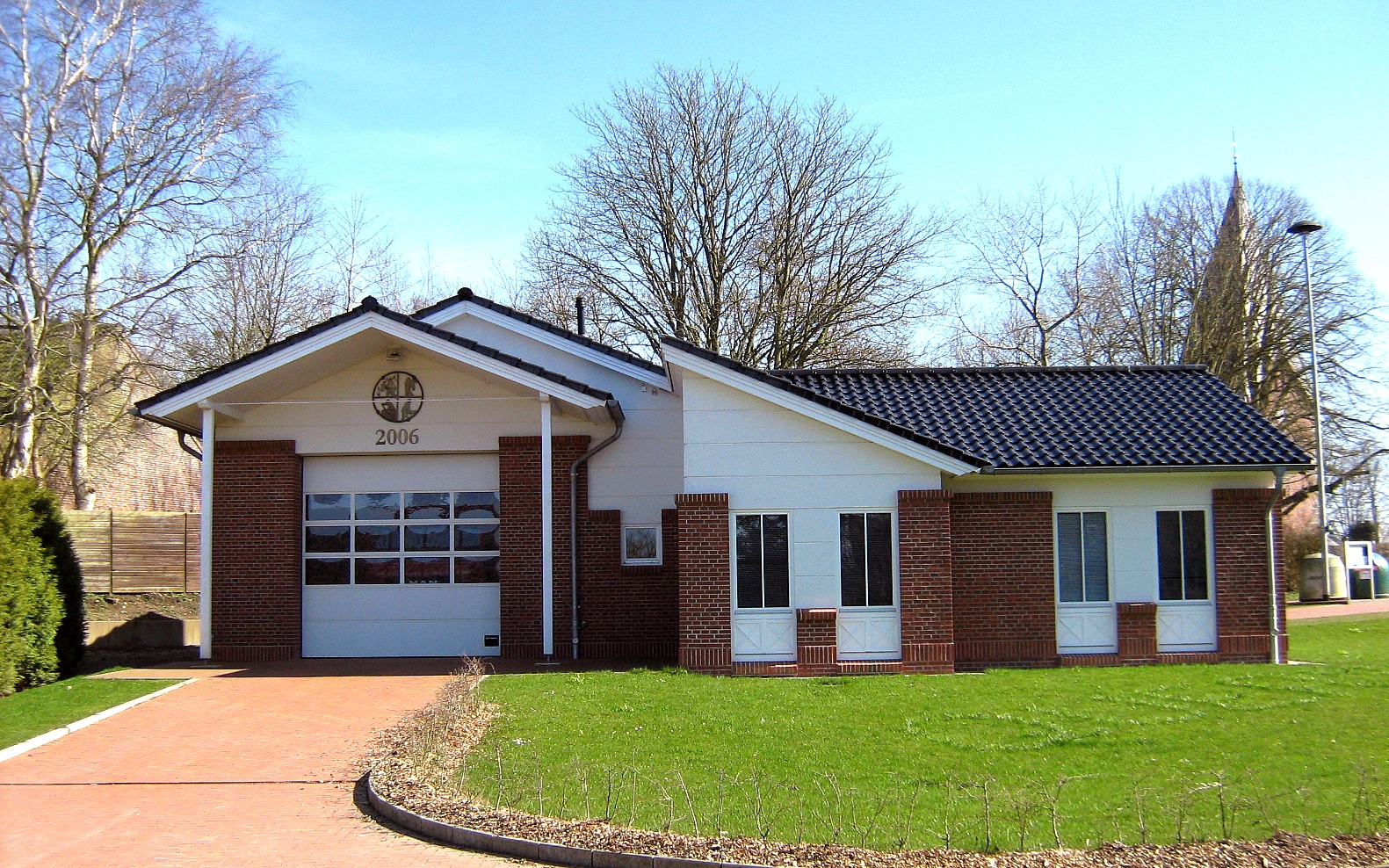
Das Feuerwehrhaus in Groß-Quern
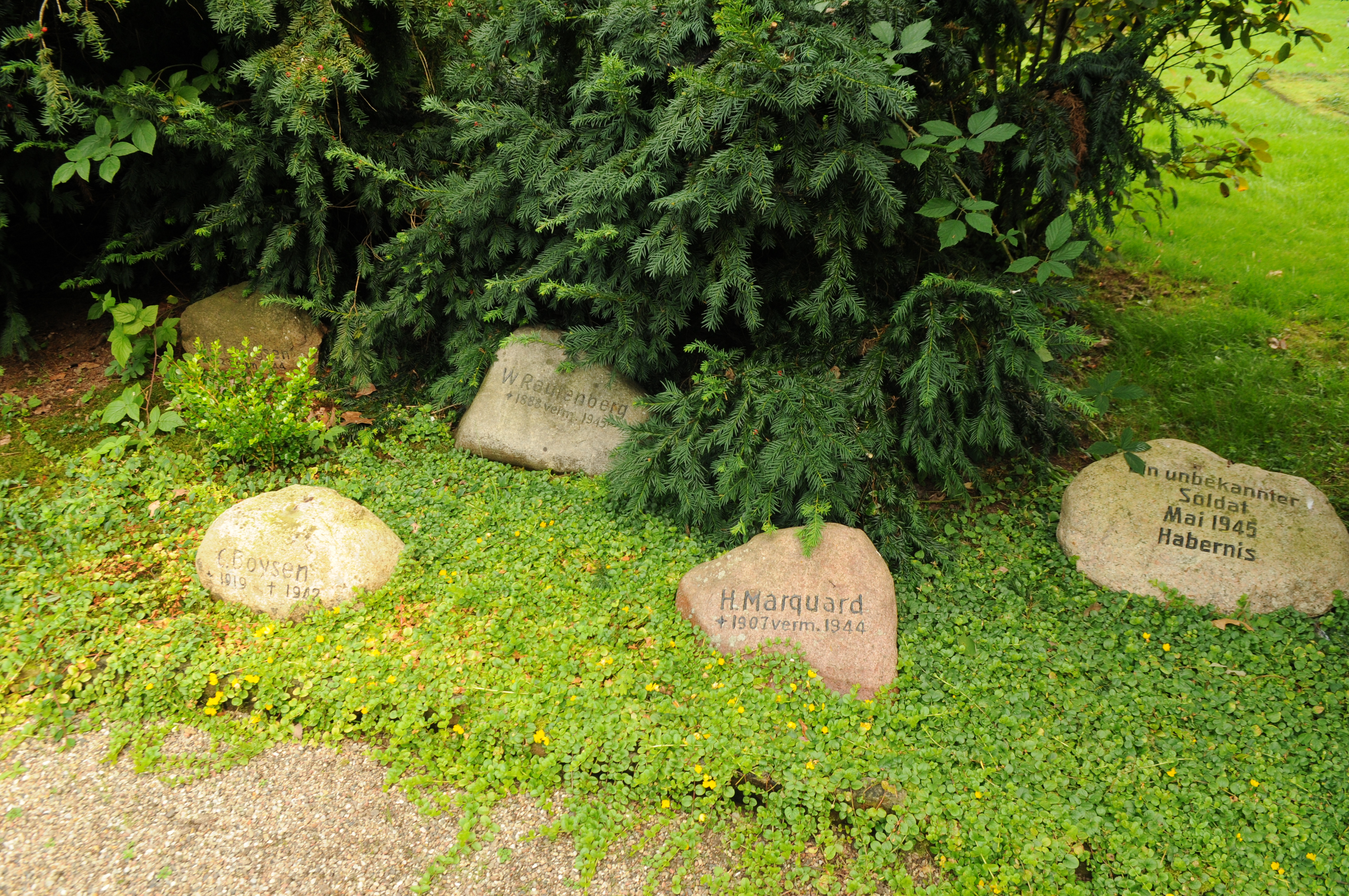
Grabsteine vom Kirchhof. Dabei einer mit der Inschrift: „Ein unbekannter Soldat Mai 1945 Habernis“. Unweit bei Flensburg lag im Mai 1945 der Sonderbereich Mürwik.